# Lola Müthel
Lola Müthel (született Lütcke) (Darmstadt, 1919. március 9. – Gräfelfing, 2011. december 11.) német színésznő.

## Élete
Édesapja Lothar Müthel (1895–1964) színész-rendező, aki Lothar Max Lütcke néven született az Orosz Birodalom ukrajnai területéről származó Andreas Cornella farmer és mecénás, valamint Mathilde Amalie Lütcke (1864 körül–1918 után) házasságon kívüli kapcsolatából. Lothar Lütcke 1918-ban feleségül vette Marga Reuter (1899–1992 után) színésznő, operett-énekesnőt, és 1919. március 9-én Darmstadtban világra jött a lányuk, Lola Lütcke. Lola apja, miután az édesanyja feleségül ment Max Müthel mérnökhöz, művésznévként felvette a mostohaapja családnevét, így a lánya is később a Lola Müthel nevet használta. Lola szülei 1936-ban elváltak. Lothar Müthelnek volt egy házasságon kívüli lánya Hilde Weißnertől, Viola Weißner. Lola Müthel apja, Lothar Müthel tagja volt a náci (NSDAP) pártnak. Lola Müthel elsőként Eric Helgar (Hilger) (1910–1992) svájci–német színész-énekessel kötött házasságot, akitől 1945-ben Zürichben megszületett a lánya, aki szintén színésznő lett, és anyja neve után az Angela Müthel művésznevet használja. Az első házassága válással végződött, és 1958-ban feleségül ment Hans Caninenberg (1913–2008) német színészhez, akitől világra jött a fia, az operatőr Andreas Caninenberg. Második férje 2008. június 29-én hunyt el.

## Főbb színházi szerepei
- Shaw: Warrenné mestersége (Vivie)
- Shakespeare: Lear király (Regan)
- Shakespeare: Rómeó és Júlia (Montague-né/Capuletné)
- Ibsen: Peer Gynt (Anitra)
- Csehov: Három nővér (Natalja Ivanovna)
- Christopher Isherwood–John Kander: Kabaré (Schneider kisasszony)

## Filmszerepek

### Játékfilmek
- Adlon Hotel (Nina) (1955)
- Vigyázat! Kém! (Phillis) (1940)

### Tévéfilmek
- Az Öreg (1978–2005)
- Charly – Majom a családban (Frau Straaten) (1999)
- Krambambuli (Pachler anyuka) (1998)
- Babuschka (Edelgart Platenburg) (1996)
- Álom és szerelem – Rosamunde Pilcher: Nyárvég (Mrs. Bailey; magyar hangja: Halász Aranka) (1995)
- Tetthely (1986 és 1991)
- Kinek mi jár! (Lady Bel) (1989)
- A klinika (Vollmersné; magyar hangja: Kassai Ilona) (1988)
- Két férfi, egy eset (Magda Hofheimer) (1988)
- Jelenetek a bábuk életéből (Cordelia Egermann színésznő; magyar hangja: 1. Margitai Ági, 2. Molnár Piroska) (1980)
- Nero (Agrippina) (1979)
- Derrick: Halott madár nem énekel (Kissler asszony; magyar hangja: 2. Molnár Zsuzsa) (1976)
- Antonius és Kleopátra (Kleopátra; magyar hangja: Géczi Dorottya) (1963)

## Díjak, kitüntetések
- Kammerschauspielerin ('kamarai színművésznő') – a színpadi színészeknek járó legmagasabb osztrák állami cím, melyet az osztrák államelnök ad át
- Bayerische Staatsschauspielerin ('bajor állami színművésznő') – a színpadi színészeknek járó legmagasabb német állami cím bajor változata